# Gialalassi
Gialalassi (in somalo Jalalaqsi), già Pietro Verri è una città della Somalia con circa 15.000 abitanti situata sul fiume Uebi Scebeli, nella regione di Hiran, a metà strada tra Bulo Burti e Giohar. È capoluogo della provincia omonima.